# Škržati
Škržáti ali škržádi (znanstveno ime Cicadidae) so družina žuželk v podredu Auchenorrhyncha (škržati in škržatki), red Hemiptera (polkrilci). Značilni zanje so drobne oči, ki so široko narazen, in navadno prozorna, dobro ožiljena krila. Škržati živijo v zmernih do tropskih podnebjih, kjer so zaradi svoje velikosti in značilnih melodij med najopaznejšimi žuželkami.

## Vrste razširjene v Sloveniji
- Lyristes plebejus (Scopoli, 1763) - veliki škržad
- Cicada orni Linnaeus, 1758 - jesenov škržad
- Cicadatra atra Fieber, 1776 - črni škržad
- Cicadetta brevipennis Fieber, 1876 - kratkokrili gorski škržad
- Cicadetta cantilatrix Sueur et Puissant, 2007 - kratkospevni gorski škržad
- Cicadetta montana s.str. (Scopoli, 1772) - Scopolijev gorski škržad
- Cicadetta mediterranea Fieber 1876 -  sredozemski škržad
- Cicadivetta tibialis (Panzer, 1798) - keka ali kokošji škržad
- Dimissalna dimissa (Hagen 1856) - prezrti škržad
- Tettigettalna argentata (Olivier, 1790) - srebrasti škržad
- Tettigettula pygmea (Olivier, 1790) -  pritlikavi škržad
- Tibicina haematodes (Scopoli 1763) - krvavordeči škržad